# 亚湖水库
亚湖水库是中国福建省漳州市诏安县境内的一座水库，位于湖内溪支流上，建于1972年。水库正常库容为2500万立方米，集雨面积为33平方千米，海拔为38米。